# Quartorganum
Das Quartorganum (siehe Organum) ist eine sehr frühe Form der Mehrstimmigkeit in der gregorianischen Musik etwa im 9. Jahrhundert. Die Hauptmelodie wurde von der Prinzipal-Stimme gesungen, zusätzlich eine Quarte tiefer von einer weiteren Stimme und manchmal auch (von Knabenstimmen) eine Oktave höher.
Meist begannen beide Stimmen auf demselben Ton. Die Prinzipal-Stimme sang, bis ein Quartabstand der beiden Stimmen erreicht wurde, dann liefen beide Stimmen parallel, bis beide wieder auf dem Anfangston endeten.
Im Unterschied zum Quintorganum wurde beim Quartorganum der Quart-Abstand nicht streng eingehalten. Vielmehr wurden, um den Tritonus zu vermeiden, auch Terzen und Sekunden verwendet.